# Formosa da Serra Negra
Formosa da Serra Negra é um município brasileiro do estado do Maranhão.

## História
Em 10 de novembro de 1994, o povoado Formosa da Serra Negra foi elevada à condição de cidade com a sua emancipação política sancionada pelo governador maranhense em exercício, José Ribamar Fiquene, que autorizou o plebiscito. Nesta consulta popular, opção pelo desmembramento em relação ao município de Grajaú sagrou-se vencedora com os eleitores votando a favor da emancipação, concretizada com a promulgação da Lei estadual nº 6.150/1994.

## Geografia
A população de Formosa da Serra Negra recenseada pelo IBGE em 2022 tendo 17 719 habitantes.
Os limites do município de Formosa da Serra Negra são: ao Norte, com Grajaú; a Leste, com os municípios de Grajaú, Mirador, Fernando Falcão, Barra do Corda, São Raimundo das Mangabeiras e Fortaleza dos Nogueiras; a oeste com Sítio Novo, e ao Sul com os municípios de Estreito e Fortaleza dos Nogueiras.
Os principais cursos d'água existentes no município são o riacho Grande, o riacho Riachão, o riacho do Ouro, o riacho Bom Acerto, o riacho Vão da Arara, o riacho Barra, o riacho Ribeirão, o riacho do Bonito, o riacho São Luís, o riacho do Porção, o riacho do Brejão, o riacho dos Anjos, o riacho das Cunhãs, o riacho do Brejão dos Arrudas, o riacho dos Ovos, o riacho Sobradinho, o rio Mearim, o rio Grajaú e o rio Grajauzinho.
As principais espécies arbóreas da flora local protegidas por lei no município de Formosa da Serra Negra são a aroeira, o jatobazeiro, o pequizeiro, o cajueiro, o bacurizeiro, os ipês, os coqueiros, os buritizeiros, as bacabeiras, a buritirana, a jussara, o cedro e a cajazeira.
| Área da unidade territorial [2024] | 3.690,610 km²                 |
| Hierarquia urbana [2018]           | Centro Local                  |
| Região de Influência [2018]        | Balsas - Centro Subregional B |
| Região intermediária [2024]        | Imperatriz                    |
| Região imediata [2024]             | Barra do Corda                |
| Mesorregião [2022]                 | Centro Maranhense             |
| Microrregião [2022]                | Alto Mearim e Grajaú          |

Fonte: IBGE
| Bioma predominante [2024]             | Cerrado  |
| Área urbanizada [2019]                | 4,32 km² |
| Esgotamento sanitário adequado [2010] | 1,6 %    |
| Arborização de vias públicas [2010]   | 56 %     |
| Urbanização de vias públicas [2010]   | 0,4      |

Fonte: IBGE

### Desenvolvimento Humano
Com um índice de 0.556, considerado Baixo para os parâmetros do PNUD, o IDH Índice de Desenvolvimento Humano do município de Formosa da Serra Negra é um dos menores entre os municípios brasileiros.

## Organização Político-Administrativa
O Município de Formosa da Serra Negra possui uma estrutura político-administrativa composta pelo Poder Executivo, chefiado por um Prefeito eleito por sufrágio universal, o qual é auxiliado diretamente por secretários municipais nomeados por ele, e pelo Poder Legislativo, institucionalizado pela Câmara Municipal de Formosa da Serra Negra, órgão colegiado de representação dos munícipes que é composto por vereadores também eleitos por sufrágio universal.

### Principais autoridades do município
- Prefeito: Cirineu Rodrigues Costa - PL (2021-)[13]
- Vice-prefeito: Edmilson Moreira dos Santos - REPU (2021-)[13]
- Presidente da câmara: Langelo de Andrade Milhomem - SOLIDARIEDADE (2023-)[14]

## Economia
A economia do município de Formosa da Serra Negra é baseada no setor primário, especialmente a agropecuária de matriz estruturada no modelo da agricultura familiar com predominância em agricultura de subsistência. As principais culturas agrícolas cultivadas no território municipal são o arroz, o feijão, o milho e a mandioca.
Em 2021, o PIB per capita do município era de R$ 10.408,29. Comparando-se com outros municípios do estado do Maranhão, ficava na posição 71 dentre as 217 cidades do Maranhão.
| PIB per capita [2021]                                                                           | 10.408,29 R$     |
| Índice de Desenvolvimento Humano Municipal (IDHM) [2010]                                        | 0,556            |
| Total de receitas brutas realizadas [2023]                                                      | 92.677.923,17 R$ |
| Transferências correntes (Percentual em relação às receitas correntes brutas realizadas) [2023] | 92,62 %          |
| Total de despesas brutas empenhadas [2023]                                                      | 87.270.786,06 R$ |

Fonte: IBGE
| Salário médio mensal dos trabalhadores formais [2022]                                             | 1,8 salários mínimos |
| Pessoal ocupado [2022]                                                                            | 1.609 pessoas        |
| População ocupada [2022]                                                                          | 9,08 %               |
| Percentual da população com rendimento nominal mensal per capita de até 1/2 salário mínimo [2010] | 60 %                 |

Fonte: IBGE

### Turismo
Desde 2017, o município faz parte, oficialmente do polo da Chapada das Mesas.

## Infraestrutura

### Educação
O município de Formosa da Serra Negra possui 24 estabelecimentos escolares que se encontram distribuídos espacialmente da seguinte forma:
- Zona Urbana:
  - Escola Municipal Antônio Manoel da Costa Silva (Código INEP: 21255350);
  - UI Eliza Moreira Ferraz (Código INEP: 21122377);
  - Grupo Escolar Doutor João Batista Nava (Código INEP: 21122113);
  - Escola Municipal Pré Escolar Maria Francisca (Código INEP: 21247943);
  - Escola Municipal Professor Juca Cruz (Código INEP: 21122270).
- Principais situadas na zona rural:
  - Escola Municipal Epitácio Pessoa, Povoado São Brás (Código INEP: 21119848);
  - Escola Municipal João Castelo, Povoado Varjota (Código INEP: 21120188);
  - Escola Municipal Maria da Graça, Povoado Mato Limpo (Código INEP: 21274622);
  - Escola Municipal Santos Dumont, Povoado Bem Feito (Código INEP: 21122199);
  - Escola Municipal Santa Dionisa, Povoado Pedra Furada (Código INEP: 21213208);
  - Escola Municipal Severino José Dos Santos, Povoado Porto do Sibil (Código INEP: 21121540);
  - Escola Municipal Bom Jesus, Povoado Canto do Escuro (Código INEP: 21119066);
  - Escola Municipal Maria Moreira do Vale, Povoado Pé da Serra (Código INEP: 21235643);
  - Escola Municipal Santa Genoveva, Povoado Riachão (Código INEP: 21224587);
  - Escola Municipal Santa Helena, Povoado Monte Lindo (Código INEP: 21213097);
  - Escola Municipal Santa Vitória, Povoado Tiuba (Código INEP: 21229546).

Dados Instituto Brasileiro de Geografia e Estatística (IBGE): 
| Taxa de escolarização de 6 a 14 anos de idade [2010]             | 95 %             |
| IDEB – Anos iniciais do ensino fundamental (Rede pública) [2023] | 4,8              |
| IDEB – Anos finais do ensino fundamental (Rede pública) [2023]   | 4,6              |
| Matrículas no ensino fundamental [2023]                          | 2.737 matrículas |
| Matrículas no ensino médio [2023]                                | 854 matrículas   |
| Docentes no ensino fundamental [2023]                            | 239 docentes     |
| Docentes no ensino médio [2023]                                  | 48 docentes      |
| Número de estabelecimentos de ensino fundamental [2023]          | 24 escolas       |
| Número de estabelecimentos de ensino médio [2023]                | 4 escolas        |

Fonte: IBGE